# Cassie Howard
Cassandra "Cassie" Howard è un personaggio immaginario della serie televisiva prodotta da HBO Euphoria, interpretato da Sydney Sweeney. 

## Biografia del personaggio
(Rue Bennett descrivendo Cassie nell'episodio Depressione)
Primogenita di Gus e Suze Howard, è cresciuta insieme alla sorella minore, Lexi. Sin dalla tenera età frequentava il pattinaggio sul ghiaccio, inizialmente motivata dal padre, smetterà a causa della mancanza di denaro per sostenere le lezioni e ricomincerà nella tarda adolescenza. Nonostante entrambi i suoi genitori la amino, il rapporto tra loro non è dei migliori, tanto che non stentano a litigare furiosamente davanti alle figlie per via dei loro problemi: Gus è solito provocare e corteggiare altre donne, mentre Suze cede spesso all'alcol. Queste problematiche li porteranno al divorzio, seppur in un primo momento Cassie sembri provare rabbia per ciò, successivamente comprende quanto sia necessario il loro distanziamento per entrambi.
L'affidamento delle ragazze viene dato alla madre, mentre il padre le potrà andare a visitare solamente nel fine settimana. Il genitore inizialmente adempie al suo dovere, poi gradualmente comincia ad assentarsi fino a scomparire. Le due sorelle avranno di nuovo notizie del padre soltanto in seguito a un incidente stradale che l'ha visto coinvolto e che l'ha costretto temporaneamente su una sedia a rotelle. Cassie si dimostra premurosa e attenta ai bisogni del padre, mostrandosi sempre presente per lui, cosa che non sarà ricambiata, dato che dopo la guarigione Gus scomparirà nuovamente, rifacendosi presente il giorno prima del quindicesimo compleanno della figlia maggiore: il periodo passato in ospedale sotto i farmaci l'ha portato a una dipendenza; dopo aver prelevato dal garage tutto quello che gli occorre per drogarsi se ne va, sparendo definitivamente dalla vita della figlia.

## Serie televisiva

### Prima stagione
Cassie instaura una relazione con il giocatore di football della scuola Chris McKay. Il rapporto inizialmente sembra funzionare, ma poi la situazione va progressivamente degenerando a causa dei comportamenti sbagliati del ragazzo: dimostra di essere possessivo e, allo stesso tempo, poco preso seriamente dalla ragazza, vedendola solo come un passatempo per via del suo aspetto provocante. Lei rimane incinta di McKay e, sotto suo consiglio, abortisce con il supporto della madre, che aveva già subito tale esperienza durante la sua giovinezza.
Nel frattempo, Cassie si circonda delle amiche Katherine Hernandez, Barbara Brookes e Madeleine Perez, e con quest'ultima dimostra di avere mostra avere una maggiore affinità.

### Seconda stagione
Dopo la rottura con McKay, durante la notte di capodanno, comincia una tresca una relazione con Nate Jacobs, ex-fidanzato della sua migliore amica Maddy, noto per i suoi precedenti violenti e i suoi comportamenti morbosi nei confronti di quest'ultima. Inizialmente tiene nascosta la loro storia all'amica, che lo viene a scoprire da Rue Bennett. Successivamente tutta la scuola scopre la faccenda a causa dello spettacolo teatrale messo in scena da sua sorella, Lexi, che racconta la sua vita e, in buona parte, quella della sorella maggiore.

## Personalità
Cassie dimostra in più occasioni la sua bontà d'animo, il suo essere premurosa, soprattutto in età più giovanile, la sua sensibilità e l'estremo sentimentalismo che prova per tutti i ragazzi con cui si fidanza: ciò deriva dai traumi della sua infanzia, dall'abbandono del padre e, pertanto, dall'assenza di una figura paterna. In ogni ragazzo con cui instaura una relazione ricerca la figura protettiva che il padre non è mai stato e per far ciò cede la sua volontà, sottomettendosi al partner e ai suoi desideri. Questo suo lato la fa apparire agli occhi dei suoi compagni di scuola niente di più che una poco di buono, maggiormente dopo che cominciano a girare segretamente dei video sessualmente espliciti, registrati dai suoi vari ragazzi, in cui è la protagonista.

## Casting
Sydney Sweeney, inizialmente, non sarebbe stata scelta per il ruolo di Cassie Howard, il direttore non la credeva pronta per il ruolo, solo dopo aver visto la sua audizione per intero decise di ingaggiarla e di credere in lei: paradossalmente la critica non ha avuto dubbi sulla sua interpretazione, che le è valsa numerose nomination ad ambiti premi televisivi, come i Primetime Emmy Awards, i Dorian TV Awards, gli MTV Movie + TV Awards, i People's Choice Awards e l'Hollywood Critics Association Television Awards.
Il ruolo di Cassie Howard ha consacrato Sidney Sweeney come uno dei sex symbol del nuovo millennio.Tuttavia, Sweeney ha espresso il suo disappunto a causa  del dibattito generato dall'attenzione riservata alla sua presenza fisica e dal proliferare di alcune immagini, tratte dalla serie, che sono state diffuse in rete, e fatte passare per autoscatti amatoriali.